# Ružindol
Ružindol (węg. Rózsavölgy, niem. Rosenthal) – wieś (obec) na Słowacji położona w kraju trnawskim, w powiecie Trnawa. Pierwsze wzmianki o miejscowości pochodzą z roku 1352. 
Według danych z dnia 31 grudnia 2010, wieś zamieszkiwało 1516 osób, w tym 785 kobiet i 731 mężczyzn.
W 2001 roku rozkład populacji względem narodowości i przynależności etnicznej wyglądał następująco:
- Słowacy – 99,04%
- Czesi – 0,40%
- Węgrzy – 0,16%
- Polacy – 0,08%

Ze względu na wyznawaną religię struktura mieszkańców kształtowała się w 2001 roku następująco:
- Katolicy rzymscy – 89,82%
- Ateiści – 7,29%
- Ewangelicy – 0,64%
- Grekokatolicy – 0,24%
- Nie podano – 2%